# أليكس داود
أليكس داود (بالإنجليزية: Alex Daoud)‏ هو سياسي أمريكي، ولد في 19 مايو 1943.